# Успеноюрьевка
Успеною́рьевка (каз. Успеноюрьевка) (Успено-Юрьевка) — село в Бурабайском районе Акмолинской области Казахстана. Административный центр Успеноюрьевского сельского округа. Код КАТО — 117063100.

## География
Село расположено в южной части района, на расстоянии примерно 37 километров (по прямой) к юго-западу от административного центра района — города Щучинск.
Абсолютная высота — 426 метров над уровнем моря.
Ближайшие населённые пункты: село Клинцы — на юге, сёла Дмитриевка, Урумкай — на северо-востоке, село Лесной Хутор — на северо-западе, село Новоандреевка — на западе, село Ульгиалган — на юго-западе.

## Население
В 1989 году население села составляло 1460 человек (из них русские — 69%).
В 1999 году население села составляло 1162 человека (560 мужчин и 602 женщины). По данным переписи 2009 года, в селе проживало 912 человек (459 мужчин и 453 женщины).
| Численность населения | Численность населения | Численность населения |
| 1989                  | 1999                  | 2009                  |
| --------------------- | --------------------- | --------------------- |
| 1460                  | ↘1162                 | ↘912                  |

## Улицы[5]
- ул. Высокая
- ул. Зеленая
- ул. Интернациональная
- ул. Кооперативная
- ул. Лесная
- ул. Маслозаводская
- ул. Мира
- ул. Молодежная
- ул. Садовая
- ул. Светлая
- ул. Советская
- ул. Степная
- ул. Строительная
- ул. Целинная
- ул. Школьная
- ул. Шоссейная
- ул. Элеваторная